# Çò des de Frances (es Bòrdes)
Çò des de Frances és una obra d'Es Bòrdes (Vall d'Aran) inclosa a l'Inventari del Patrimoni Arquitectònic de Catalunya.

## Descripció
Çò des de Francès és un edifici en ruïnes que només manté la primera planta fonamentada en la roca,en l'esglaó superior.Construcció de secció rectangular que presenta la façana principal orientada al carrer,a ponent, i una de secundària vers migdia.L'obra de paredat lligada amb morter fou ben travada en les cantonades, i reforçada amb pilars.Els paraments conserven un adossat antic. La peça més remarcable és la portada d'accés amb un arc de mig punt,resolta amb blocs de pedra que imiten els elements clàssics en els brancals, i grans dovelles; al damunt un carreu duu gravat l'any 1762.Destaca també una finestra que presenta la llinda de fusta amb l'entradós rebaixat formant un arc.